# محمد السقا
محمد خالد وليد السقا (1 يناير 1965 - 2 أكتوبر 2010) هو اعلامي رياضي في الوسط الخليجي والسعودي خاصة، عرف من خلال تغطيته حرب الخليج.

## بداية حياته
وُلد «محمد خالد» في مدينة الرياض بتاريخ 28/8/1384هـ الموافق 1/1/1965م، لأب أردني من أصول هاشمية من مكة. أنهى تعليمه الابتدائي في مدرسة ابن الأثير الابتدائية في الرياض، ثم انتقل لمدارس التربية النموذجية للمرحلة المتوسطة، ومنها إلى مدارس منارة الرياض للثانوية. التحق بعدها بجامعة الملك سعود في مدينة الرياض وتخصص في اللغة الإنجليزية وآدابها، وكانت هوايته الأولى منذ طفولته الاعلام.

## حياته العملية
بدأ حياته العملية من خلال التلفزيون السعودي القناة الثانية وإذاعة الرياض في أواخر الثمانينات ميلادية، وكان قد برز من خلال تغطيته لحرب الخليج، حيث اعتذر العديد من الإعلاميين والإعلاميات العاملين آنذاك في التلفزيون والإذاعة ووزارة الاعلام عن تلك المهمة. وكان معروفاً في وسطه حيث كان يتكلم اللغة الإنجليزية بطلاقة، وكان في بداية التسعينات يقرأ الأحاديث النبوية باللغة الإنجليزية عبر إذاعة الرياض وهي تنشر عبر الإذاعة إلى يومنا هذا. وقد عمل أيضا في بداية حياته العملية كمترجم لسمو الأمير فيصل بن فهد بن عبد العزيز آل سعود الرئيس العام لرعاية الشباب.
ويعد السقا (أبو الوليد) من أبرز الإعلاميين الرياضيين حيث كان متميزا جداً في الاعلام الرياضي وعُرف بوجهه البشوش والمبتسم دائماً. عمل في القناة الرياضية السعودية ثم انتقل بعد ذلك إلى أوربت الرياضية حيث برز فيها عالمياً كتقديمه لكثير من البطولات أبرزها كأس العالم في فرنسا عام 1998 وبقي فيها لمدة 14 عاماً ولكنه انتقل عام 2009 إلى قناة الجزيرة الرياضية القطرية لمدة 3 أشهر ثم عاد إلى أوربت، وكان من أوائل من قدموا وبشكل مميز جدا النقل الميداني للأحداث الرياضية.
عمل أيضاً في كثير من الشركات خارج المجال الرياضي مثل السفارة الأمريكية في الرياض حيث كان مديراً للعلاقات العامة والمدير التنفيذي لمكتب الأمير الوليد بن طلال بن عبد العزيز آل سعود، بالإضافة لشركات عالمية مثل شركة كيبل اندوايرلس وشركة موزيكو وشركة مايكروسوفت وشركة أصداء للعلاقات العامة وشركة سيسكو وشركة بويينج. والسقا هو صاحب الصوت الذي يرد على الرسائل الصوتية الشهيرة في المملكة العربية السعودية «، إن الهاتف المطلوب لا يمكن الاتصال به الآن.. نرجو محاولة الاتصال في وقت لاحق» .
وقد عُرف بمثابرته وتطوعه في جمعيات خيرية كثيرة مثل جمعية إنسان لرعاية الأيتام، وجمعية دعم اضطراب فرط الحركة وتشتت الانتباه افتا، وجمعية المعوقين.

## وفاته
توفي رحمه الله يوم السبت 2/أكتوبر/2010م الموافق 24/10/1431هـ في الرياض اثر أزمة قلبية مفاجئة وتمت الصلاة عليه في جامع الملك خالد بأم الحمام بالرياض ودفن فيها.
جريدة الرياض - جريدة الاقتصادية - جريدة عكاظ - صحيفة سبق